# Iván Faragó
Iván Faragó (Budapest, 1º aprile 1946 – 12 dicembre 2022) è stato uno scacchista ungherese.
Ha ottenuto il titolo di Maestro Internazionale nel 1974 e di Grande Maestro nel 1976.

## Principali risultati
Nel 1986 vinse a Budapest il 40º Campionato ungherese.
Nel 1980 partecipò alle Olimpiadi di La Valletta, dove l'Ungheria vinse la medaglia d'argento dietro all'Unione Sovietica.
Tra i successi di torneo (da solo o ex æquo): Veszprém 1971, Zalaegerszeg 1972, Budapest 1973 (semifinale del campionato ungherese), Pristina 1973 (ex æquo con Dragoljub Minić) e 1976 (ex æquo con Božidar Ivanović), Amsterdam IBM-B 1975, Bergen 1978, Halle 1978, Sarajevo 1979, Łódź 1979 e 1980, Kecskemét 1979, Svendborg 1981, Vinkovci 1993.
Ha ottenuto il suo massimo rating FIDE nel luglio del 1993, con 2 540 punti Elo.